# Lőrinci
Lőrinci [lérinci] (chorvatsky Lorinac, slovensky Lorinec, Lerinc) je město v Maďarsku v župě Heves, spadající pod okres Hatvan. Město tvoří aglomeraci s bezprostředně sousedící obcí Zagyvaszántó. Od župního města Egeru se nachází asi 76 km západně. V roce 2015 zde žilo 5 557 obyvatel. Podle údajů z roku 2001 zde bylo 97 % obyvatel maďarské a 3 % romské národnosti.
Poblíže města prochází dálnice M3, městem protéká řeka Zagyva. Nejbližšími městy jsou Gyöngyöspata, Hatvan a Pásztó, blízko jsou též obce Apc, Heréd, Jobbágyi, Nagykökényes, Petőfibánya, Szarvasgede a Zagyvaszántó.